# قارچ قفس سرخ
قارچ قفس سرخ (نام علمی: Clathrus ruber) نام یک گونه از تیره گندوقارچان است.
این قارچ‌ها پوده‌رُست هستند یعنی بر روی مواد بازمانده از گیاهان چوبی می‌رویند.